# Вранинці
Вра́нинці (болг. Вранинци) — село в Смолянській області Болгарії. Входить до складу общини Мадан.

## Населення
За даними перепису населення 2011 року у селі проживали 9 осіб.
Розподіл населення за віком у 2011 році:
Динаміка населення: